# 기원전 551년
기원전 551년은 율리우스력 이전 로마력의 해였다. 로마 제국에서는 203년 로마 건국 원년으로 알려졌다. 이 해의 명칭인 기원전 551년은 유럽에서 연도 지정 방법으로 아노 도미니(Anno Domini, 서력기원) 기년법이 널리 사용되던 중세 초기부터 사용되었다.

## 탄생
- 고대 중국의 학자 공자

## 사망
- 자라투스트라